# Sieczkowa Szczerba
Sieczkowa Szczerba (niem. Sieczka-Scharte, słow. Sieczkova štrba, węg. Sieczka-csorba) – jedna z kilku Sieczkowych Przełączek położonych w długiej wschodniej grani Świnicy w polskich Tatrach Wysokich. Znajduje się na wysokości około 2210 m pomiędzy Zadnim Granatem (2240 m) a Skrajną Sieczkową Turnią (ok. 2220 m).
Nazwę przełęczy wprowadził w 2013 r. Władysław Cywiński. Upamiętnił w ten sposób dawnego przewodnika tatrzańskiego – górala Macieja Gąsienicę Sieczkę.
Sieczkowa Szczerba to szerokie trawiasto-piarżyste siodło oddzielające Granaty od Sieczkowych Turni. Piarżysto-skaliste stoki południowo-zachodnie o umiarkowanej stromości opadają do Dolinki Koziej i z taternickiego punktu widzenia są nieciekawe. Urwiste stoki wschodnie o skomplikowanej rzeźbie opadają do Dolinki Buczynowej i dla taterników są obiektem wspinaczkowym. W górnej części spod Sieczkowej Szczerby opada z nich szeroka depresja, niżej łącząca się z wąskim żlebkiem spod Niżniego Sieczkowego Siodełka. Powstaje w tym miejscu głęboki komin, którego bok tworzy urwistą ścianę Pośredniej Sieczkowej Turni. Niżej komin przechodzi w wypolerowane płyty sięgające do lewego końca Zachodu Bednarskiego. Prowadzi tędy droga wspinaczkowa o II stopniu w skali trudności UIAA. Pierwsze przejścia różnych jej wariantów: Władysław Cywiński 13 lipca 2012 r.
Przez Sieczkową Szczerbę prowadzi szlak turystyczny Orlej Perci i jest to jedno z nielicznych na tym szlaku miejsc, w których wyprowadza on na grań. Na przełęczy tej dołącza do niego także zielony szlak łącznikowy z Doliny Gąsienicowej.

## Szlaki turystyczne
(Orla Perć) przebiegający granią główną z Zawratu przez Kozi Wierch, Granaty i Buczynowe Turnie na Krzyżne.
 rozdroże powyżej Czarnego Stawu Gąsienicowego – Dolinka Kozia – Sieczkowa Szczerba. Czas przejścia: 1:55 h